# La Cruz (Nariño)
La Cruz es un municipio colombiano ubicado en el departamento de Nariño. Es una de las poblaciones más antiguas de la región como fundación española y la más antigua del actual departamento de Nariño.

## Toponimia
Su nombre es un homenaje a la Santa Cruz cuya efeméride es el 3 de mayo, fecha en la cual se refundó la cabecera municipal.

## Historia
A la llegada de los conquistadores españoles, en el territorio existía un poblado indígena llamado Chincha. Aunque tradicionalmente se ha considerado como fecha de fundación el 3 de mayo de 1740 a cargo de Hernán Pérez de Quezada, el historiador Sergio Elías Ortiz clarificó que la fundación española se llevó a cabo en septiembre de 1535 a cargo de Pedro de Añasco y Juan de Ampudia, lugartenientes de Sebastián de Belalcázar en territorio del pueblo aborigen de los Chinchanos por lo cual se dice que es la población más antigua del actual departamento de Nariño.
Algunos historiadores también mencionan a Esteban Alvear y Raimundo Realpe como autores de la refundación con el nombre de La Cruz de Mayo en su actual localización.
Hasta la fundación del Departamento de Nariño, el 6 de agosto de 1904, La Cruz figuraba como un municipio perteneciente al Estado federal del Cauca y con la misma categoría pasó a formar parte del departamento de Nariño.
En 1907, mediante el Decreto 1067 del gobierno nacional siendo presidente Rafael Reyes, La Cruz es erigida como capital de la "Provincia y circuito judicial de La Cruz del Mayo" conformada por los municipios de La Cruz, Albán y Tablón y los corregimientos de Minas, Génova (ahora municipio) y Santa Rosa segregados de la provincia de Juanambú, siendo su primer prefecto en ejercicio el abogado Víctor Miguel Ordóñez.

## Geografía
La extensión del municipio es 237 kilómetros cuadrados y está situado sobre la vertiente nororiental del nudo de los Pastos y en la cordillera oriental, a 103 kilómetros al noreste de la ciudad de San Juan de Pasto.
En el territorio de La Cruz se sitúa parte del parque nacional natural Complejo Volcánico Doña Juana-Cascabel que posee una de las mayores riquezas naturales del departamento de Nariño y el cual incluye territorios de los municipios de Belén, Albán, Colon, San Bernardo, El Tablón y La Cruz. 

### Término municipal
La Cruz del Mayo limita por el Norte con los municipios de San Pablo y Bolívar, en Cauca; por el Occidente, con los municipios de Belén y Colón; por el Sur, con los municipios de El Tablón de Gómez, San Bernardo y Belén y por Oriente, con los municipios de Bolívar y Santa Rosa.
| Noroeste: San Pablo y Colón | Norte: Bolívar          | Nordeste: Bolívar   |
| Oeste: Belén                |                         | Este: Bolívar       |
| Suroeste: San Bernardo      | Sur: El Tablón de Gómez | Sureste: Santa Rosa |

### Clima
La temperatura media anual es 20 grados Celsius. La precipitación media anual es 1645 milímetros.

### Orografía
El territorio municipal es muy montañoso. Los principales accidentes orográficos son los volcanes Doña Juana, Ánimas y Petacas, la cuchilla de Las Gallardas y los cerros Doncella, El Churo y Púlpito.

### Hidrografía
El territorio es regado por el río Mayo con sus afluentes y que pertenece a la vertientefico a través del río Patía.

## División Político-Administrativa
Además de su Cabecera municipal. La Cruz tiene bajo su jurisdicción los siguientes Centros poblados:
- Cabuyales
- La Estancia
- San Gerardo
- Tajumbina

## Turismo
La Cruz
Los principales atractivos turísticos del municipio de La Cruz son:
Termales en la vereda de Tajumbina:
La mayor fuente turística que posee este municipio es el corregimiento de Tajumbina, el cual es visitado por sus aguas termales y su cascada con una caída de agua de 30 metros, recibiendo visita de personas de toda Colombia.
Vereda La Estancia:
En esta encontramos la gastronomía (cuy, pesca, caldo de gallina criolla, empanadas, mazamorra, dulce de tabla, postres) del municipio de la Cruz Nariño.
Complejo volcánico Doña Juana Cascabel:
El Parque nacional natural Complejo Volcánico Doña Juana-Cascabel tiene muchos atractivos para el turismo por sus paisajes y, flora y fauna. Entre las más destacadas el oso de anteojos, la danta, tigrillo, la orquídea. Los tres volcanes llamados Doña Juana, Ánimas y Petacas.
El carnaval de Negros y Blancos del municipio de La Cruz:
Se lleva a cabo fuera del calendario tradicional del resto de los carnavales, enmarcado por las fiestas paganas y cristianas en el período de Cuaresma o de la primera luna llena en primavera; sus orígenes están ligados a las fiestas andinas ancestrales, a las que posteriormente se integraron otras tradiciones. El día 5 de enero, la población de esclavos negros celebraba “un día de libertad” y se lanzaba a las calles a revivir su música africana; en un gesto que expresaba su anhelo de igualdad tiznaban con carbón a los blancos que llegaban desde la capital del departamento de Nariño, la alegría de la fiesta que desde entonces se le llamó la “fiesta de los negritos” contagió a los blancos que en muchas oportunidades participaron en la celebración. A finales del siglo XIX nuevos sectores sociales como el campesinado y los artesanos se integraron al carnaval para desempeñar un papel fundamental en la producción manufacturera; en este contexto aparece el 6 de enero como “el día de los blanquitos”, día en que los artesanos de las carrozas participan desde 1945 con toda su creatividad y su trabajo manual plasmados en grandes esculturas de papel. De esta manera, se trenzan en este escenario de fiesta la identidad indígena ritualidades agrarias y cósmicas al inti (sol), a la quilla (luna), al cuichig (arcoíris); la hispánica representada por el teatro, personajes, íconos y costumbres; y la afroamericana en el juego de la “pintica” que presenta su foco cultural en el Antiguo Cauca.
Sin embargo, existen diversos aportes a la concepción histórica respecto al origen del carnaval, como afirma el profesor e historiador cruceño Hernando Rebolledo Buendía, quien expresa que éste es un acto festivo mestizo que se remonta a principios del siglo XX, en las tradiciones y rituales practicados por los indígenas chibchas asentados en la vereda Las Aradas que en tiempos prehispánicos, ofrendaban a sus entes tutelares: la Luna, el Sol las estrellas para tener buenas cosechas y pedir por nuevos ciclos de prosperidad y posteriormente con la llegada de los españoles. Según las crónicas, para el 6 de enero de 1880 se paseaban por las calles empedradas del pueblo un rey negro, un rey indio y un rey blanco montados a caballo, haciendo un homenaje a Jesús recién nacido, acompañados de música y cortejos. 
Es entonces, que durante la última semana de diciembre y sobre todo la primera de enero el Carnaval de Negros y Blancos toma sus mayores expresiones, en especial los días 4, 5 y 6 de enero. La antesala al carnaval comienza con la novena de aguinaldos que reúne a las familias para recordar el proceso de concepción y nacimiento de Jesús. Esta novena se lleva a cabo entre el 16 y el 24 de diciembre. El 28 de diciembre se celebra el día de los Santos Inocentes. El carnaval, es una manifestación cultural viva, que se nutre de las experiencias que año tras año le confieren todos sus actores y espectadores, pero así mismo, enfrenta los retos de un nuevo entorno y los desafíos de una evolución constante. El carnaval, como la sociedad y la vida misma, cambia, se nutre de nuevas experiencias de múltiples manifestaciones rituales, simbólicas, artísticas y sociales, se mueve, se transforma, y evoluciona.
Los tradicionales desfiles del carnaval empiezan conmemorando la Llegada de la Familia Castañeda, el día 4 de enero. Según la tradición fue una familia campesina compuesta de personajes coloridos que llegó a Pasto desde El Encano en 1928 o desde el oriente del país en peregrinación al santuario de Las Lajas al sur del departamento de Nariño. Algunos historiadores proponen que la familia Castañeda era en realidad una gran familia originaria del norte de Colombia que cruzó la ciudad en dirección a tierras de oriente (Departamento del Putumayo) para colonizarlas por lo cual viajaban aparatosamente con gran parafernalia llamando la atención de los ciudadanos. En todo caso son representados o recreados en la parada de este día como una familia caricaturizada que viaja con todo su equipaje y menaje de cocina, para prepararse la comida en cualquier lugar del camino. Se suele representar con sus miembros más pintorescos o característicos, incluyendo la abuela extravagante, la hija lista para casarse de blanco pero en evidente estado de embarazo y los niños traviesos (usualmente adultos caracterizados) que ponen en aprietos a sus niñeras. No falta la comparsa de mujeres de "vida alegre" que generalmente son hombres disfrazados y el cura borracho. Esta tradición llegó a la Cruz Nariño en el 70 y actualmente se llama retorno de la familia chinchana en la cual se ven los hijos de esta tierra que viven en diferentes partes del país y vuelven con sus pintorescos vestidos que engalanan las fiestas.
Hoy se expresan a través de los desfiles,  de disfraces, comparsas, carrozas y el juego colectivo, propiciando así un periodo festivo para que los actores de diversos grupos humanos y sectores sociales participen masivamente, al interactuar con el otro lúdicamente; a través del agua, con el cosmético negro, el talco y la espuma; invitando al otro a jugar, para que todos sean iguales en la diferencia.  La familia sustenta la tradición viabiliza la participación de los artistas en el carnaval a través de sus obras monumentales de arte efímero, con motivos alusivos a mitos, leyendas tradicionales, personajes, hechos históricos y elementos emblemáticos.
El carnaval se ha convertido en el acontecimiento cultural más importante del municipio y en el departamento siendo este el más trascendente del sur-occidente colombiano, en él convergen una multiplicidad de expresiones populares, en donde participan propios y visitantes quienes tienen como escenario principal el juego y el espacio público. La inclusión, alegría, respeto, solidaridad, sentido del humor y la libertad, son referentes que marcan diferencias frente al evento, espectáculo o feria, donde el consumo y el placer privado es fundamental. A partir del mes de diciembre se percibe la actividad con apuestas lúdicas en el juego de Aguinaldos y fiestas navideñas; el corpus de la fiesta está precedido de actividades de ambientación festiva para su realización.
Esta cultura nace y circula en forma de juego y arte, y es así como las comunidades expresan su visión de la vida y su concepto del mundo. El carnaval es ante todo un gran medio de expresión social que satisface necesidades e identifica a la comunidad, a través del cual las colectividades que lo forjan proyectan el horizonte de su provenir interpelando su pasado.
Este acontecimiento cultural se crea, construye y transmite de generación en generación, donde a través del juego y la creatividad se convierte en un escenario de expresión social para sus diferentes tipos de públicos y participantes; donde cada uno de estos respetando y fortaleciendo la tradición, siempre tienen la posibilidad de reinventarlo culturalmente en el cual se evidencia los valores de la convivencia ética y ciudadana, por ejemplo: respeto, libertad, solidaridad y equidad
Biblioteca Manuel Agustín Ordóñez
Existe la biblioteca municipal la cual lleva el nombre “MANUEL AGUSTÍN ORDÓÑEZ”, ya que fue el autor de libro “Alegría de Leer”, libro más vendido en Colombia de aquella época. En la historia encontrada se dice que Manuel Agustín Ordóñez escribió este libro y buscando editarlo viajó a la ciudad de Popayán, en aquel viaje conoció a Evangelista Quintero quien se ofreció a ayudarlo a editar el libro y le entregó el material, pero para tal sorpresa el libro sale publicado con la autoría de Evangelista Quintero. Manuel Agustín Ordóñez realizó los denuncios respectivos pero poco antes de empezar las investigaciones él murió debido a su edad. Hoy en día la biblioteca es manejada por la alcaldía municipal quien contribuye a su desarrollo.